# Bleptinodes borbonica
Bleptinodes borbonica là một loài bướm đêm trong họ Noctuidae.